# Heteropsis salicifolia
Heteropsis salicifolia är en kallaväxtart som beskrevs av Carl Sigismund Kunth. Heteropsis salicifolia ingår i släktet Heteropsis och familjen kallaväxter. Inga underarter finns listade.